# Сјајне зезнуте године
Сјајне зезнуте године (чеш. Báječná léta pod psa) је роман чешког књижевника Михала Вивега (чеш. Michal Viewegh) објављен 1992. године. Српско издање књиге објавила је "Stylos" из Новог Сада 1999. године, у преводу Дагмара Руљанчића и Ивана Баленовића.

## О аутору
Михал Вивег је рођен 31. марта 1962. године у Прагу, Чехословачка сада Чешка Република, и је један од најуспешнијих чешких писаца. Вивегове књиге су хитови у Европи, Америци, Израелу. Његови романи достижу велике тираже и бројна поновљена издања, а према неколико његових дела снимљени су играни филмови.

## О књизи
Роман Сјајне зезнуте године је први роман Михала Вивега. Књига је духовита прича о одрастању у комунистичкој Чешкој, испричана из угла дечака Квида, вундеркинга у свему што има везе с читањем и писањем.
Радња романа прати судбину обичне чешке породице, по много чему слична и ауторовој породици, од почетка шездесетих до раних деведесетих година, у периоду бурних политичких, дурштвених и економских промена.
Квидов отац је у кризи средњих година и живи у сталном страху од чехословачке тајне полиције. Емотивно се храни авантуром с једном Пуљанком, коју је упознао на службеном путу у Хрватској. Квид то све посматра, приповеда, и током тог периода и сам одраста, и емотивно и сексуално.
Роман Сјајне зезнуте године је писан ретроспективно, а та приповедања су прекидана одломцима из садашњости. На крају књиге  сазнајемо судбину свих ликова након 1989. године и пада комунизма. Главни приповедач је Квидо, али се убацују и други приповедачи. Током романа се мешају два нива приповедања: причу о Квидовој породици прекида разговор с уредником, којем Квидо доноси књигу коју је написао о свом животу, животу свог оца и остатку породице. Уредник не жели да изда Квидову књигу јер сматра да превише критикује политику и садржи премало пропаганде. На крају романа сазнајемо да је Квидо предао рукопис издавачкој кући "Чехословачки писац" рукопис романа Сјајне зезнуте године. Друго поглавље романа Вивег је назвао Из Квидова дневника, где нам доноси делове из дневника малог Квида у време селидбе из Прага у Сазаву те нам кроз дечје очи доноси утиске о пресељењу у ново место, новим пословима родитеља и његовом сналжењу у вртићу.

## Адаптација
Филм Сјајне зезнуте године (Báječná léta pod psa) је први филм снимљен према Вивеговом роману 1997. године. Сценаријо је написао Јáн Новак, а режирао Петр Николаев. Улоге: Ондреј Ветчи (Квидов отац),
Либуше Шафранкова (Квидова мајка), Владимир Јаворски (Сперк), Јан Захалка (Квидо - дечак), Јакуб Веренберг (Квидо),... 
Роман је имао успешну позоришну адаптацију.